# Goldene Kamera 2005
Premiile Goldene Kamera în 2005 s-au acordat în Berlin.
| Goldene Kamera 2005                                 |
| --------------------------------------------------- |
| Alexandra Maria Lara - cea mai bună actriță germană |
| Herbert Knaup - cel mai bun actor german            |
| Bruce Willis - cel mai bun film internațional       |
| Tina Turner - cel mai bun pop internațional         |
| Bryan Adams - cel mai bun pop internațional         |
| Sarah Connor - cel mai bun pop german               |
| Die Patriarchin - cel mai bun film german           |
| Michael Herbig - comedie                            |
| Jasmin Schwiers -tinere speranțe                    |
| Großstadtrevier - cel mai bun serial cultural       |
| Dustin Hoffman - cea mai bună publicitate           |
| Hape Kerkeling - cel mai bun talkshow               |
| Stefan Aust - pentru jurnalism                      |
| Vitali Kliciko - sport special                      |
| Vladimir Kliciko - sport special                    |
| Roger Federer - sport internațional                 |
| Goldie Hawn - aniversare a 40 de ani a filmului     |
| Jerry Lewis - premiu onorific                       |